# Sword of the Stars: Born of Blood
Sword of the Stars: Born of Blood (рус. Меч звёзд: Рождённые кровью) — дополнение игры Sword of the Stars, выпущенное в продажу в июне 2007-го года.

## Сюжет
История первых контактов зуулов с другими расами описана в новелле Аринн Дембо «Повесть дьякона». Отдельные главы были выложены на официальном форуме игры для ознакомления: «Инцидент на Ко’Граппа», «Инцидент на Авалоне», «Побег с Авалона» (две части), «Встреча на Ке’Ванту», «Совет на Чозанти» и «Битва Нефритового Зеркала» (две части).